# 8190 Bouguer
8190 Bouguer eller 1993 ON9 är en asteroid i huvudbältet som upptäcktes den 20 juli 1993 av den belgiske astronomen Eric W. Elst vid La Silla-observatoriet. Den är uppkallad efter den franske matematikern och fysikern Pierre Bouguer.
Asteroiden har en diameter på ungefär 4 kilometer.